# Om ti minutter
|  | Denne artikel er oprettet af botten PalnaBot ud fra en ekstern database. Den kan derfor have sproglige fejl eller mangler. Denne skabelon kan fjernes efter kontrol af indholdet. |

Om ti minutter er en kortfilm fra 1966 instrueret af Hans Engberg efter manuskript af Hans Engberg.

## Handling
Med en blanding af betagelse, ømhed og usikkerhed udtrykker en helt ung mand sin forelskelse i en pige, der er i alt fald lidt mere erfaren end han selv.